# Meisburg
Meisburg là một thị xã nằm ở Verbandsgemeinde Daun thuộc huyện Vulkaneifel trong bang Rheinland-Pfalz, Đức.
Cư dân ở đây nói phương ngữ Moselle Franconia (Moselfränkisch) của tiếng Đức. Kinh tế phần lớn dựa vào Căn cứ không quân Spangdahlem của Hoa Kỳ.